# 李國慶 (棒球運動員)
李國慶（1980年10月10日—），為台灣的棒球選手之一，曾效力於中華職棒興農牛隊，守備位置為投手。2008年4月遭到讓渡，後被米迪亞暴龍隊吸收入隊，但8月就遭到釋出。

## 經歷
- 台東縣泰源國小少棒隊
- 台東縣泰源國中青少棒隊
- 台東縣成功商水青棒隊
- 文化大學棒球隊（美孚巨人）
- 國家儲訓棒球隊
- 中華職棒興農牛隊（2005年－2008年）
- 中華職棒米迪亞暴龍隊（2008年）

## 職棒生涯成績
| 年度   | 球隊   | 出賽 | 勝投 | 敗投 | 中繼 | 救援 | 完投 | 完封 | 四死 | 三振 | 責失 | 投球局數 | 防禦率 |
| ------ | ------ | ---- | ---- | ---- | ---- | ---- | ---- | ---- | ---- | ---- | ---- | -------- | ------ |
| 2005年 | 興農牛 | 15   | 0    | 1    | 0    | 0    | 0    | 0    | 11   | 9    | 15   | 26.0     | 5.19   |
| 2006年 | 興農牛 | 12   | 0    | 2    | 1    | 0    | 0    | 0    | 7    | 11   | 17   | 17.1     | 8.83   |
| 2007年 | 興農牛 | 36   | 1    | 4    | 0    | 0    | 0    | 0    | 28   | 26   | 42   | 63.1     | 5.97   |
| 2008年 | 興農牛 | 3    | 0    | 0    | 0    | 0    | 0    | 0    | 5    | 1    | 5    | 3.1      | 13.50  |
| 合計   | 4年    | 66   | 1    | 7    | 1    | 0    | 0    | 0    | 51   | 47   | 79   | 110.0    | 6.46   |

## 特殊事蹟
- 2005年5月1日，一軍生涯初登板對戰兄弟象隊，後援1局送出1次奪三振，被擊出5支安打失3分，無關勝敗。
- 2005年5月3日，一軍生涯初先發對戰中信鯨隊擔任先發投手，主投2.2局被擊出7支安打，掉4分有2分責失，吞下生涯首場敗投。
- 2006年8月1日，對戰La New熊隊，中繼1局被擊出2支安打無失分，奪下生涯首次中繼成功。
- 2007年5月15日，對戰La New熊隊，中繼1局被打1安2四死0三振失1分，奪下個人職棒一軍生涯首場勝投。

## 外部連結
- 李國慶在台灣棒球維基館上的頁面（繁體中文）
- 球員資訊和成績在中華職棒官網（中文）